# Campionati europei individuali di ginnastica artistica 2023
I X Campionati europei individuali di ginnastica artistica sono la 10ª edizione dei Campionati europei di ginnastica artistica con competizioni a livello individuale. Si sono svolti all'Antalya Sports Hall di Adalia, in Turchia, dall'11 al 16 aprile 2023.
Si è trattato del 45º campionato europeo per gli uomini e del 35° per le donne (compresi i campionati maschili e femminili separati che si tengono negli anni pari). I risultati della competizione sono stati valevoli per la qualificazione per i mondiali del 2023.
Hanno preso parte alla competizione 319 ginnasti, di cui 176 maschi e 143 femmine, in rappresentanza di 39 nazioni.
Il medagliere è stato vinto dalla Gran Bretagna con quattro ori, quattro argenti e un bronzo.

## Programma
| Date                                                                 | Sessione                                                              | Ore            | Sudduvisione                                  |
| -------------------------------------------------------------------- | --------------------------------------------------------------------- | -------------- | --------------------------------------------- |
| 11 aprile                                                            |                                                                       |                |                                               |
| Finale a squadre maschile e qualificazione per le finali individuali | 10:00 – 12:55                                                         | Suddivisione 1 |                                               |
| Finale a squadre maschile e qualificazione per le finali individuali | 14:00 – 16:55                                                         | Suddivisione 2 |                                               |
| Finale a squadre maschile e qualificazione per le finali individuali | 17:30 – 20:15                                                         | Suddivisione 3 |                                               |
| 12 aprile                                                            | Finale a squadre femminile e qualificazione per le finali individuali | 10:00 – 12:00  | Suddivisione 1                                |
| 12 aprile                                                            | Finale a squadre femminile e qualificazione per le finali individuali | 13:30 – 15:30  | Suddivisione 2                                |
| 12 aprile                                                            | Finale a squadre femminile e qualificazione per le finali individuali | 16:00 – 18:00  | Suddivisione 3                                |
| 12 aprile                                                            | Finale a squadre femminile e qualificazione per le finali individuali | 18:30 – 20:30  | Suddivisione 4                                |
| 13 aprile                                                            | Concorso individuale maschile                                         | 16:00 – 18:45  | Migliori 24 qualificati                       |
| 14 aprile                                                            | Concorso individuale femminile                                        | 16:00 – 18:00  | Migliori 24 qualificati                       |
| 15 aprile                                                            | Individuale Attrezzi                                                  | 13:30 — 16:10  | M: Corpo libero, Cavallo con maniglie, Anelli |
| 15 aprile                                                            | Individuale Attrezzi                                                  | 13:30 — 16:10  | F: Volteggio, Parallele asimmetriche          |
| 16 aprile                                                            | Individuale Attrezzi                                                  | 13:00 — 15:40  | M: Volteggio, Parallele simmetriche, Sbarra   |
| 16 aprile                                                            | Individuale Attrezzi                                                  | 13:00 — 15:40  | F: Trave, Corpo libero                        |
| Ora locale (UTC+03:00).                                              |                                                                       |                |                                               |

## Risultati

### Uomini
| Evento                           | Oro                                                                                      | Punti   | Argento                                                              | Punti   | Bronzo                                                                              | Punti   |
| Concorso a squadre (dettagli)    | Italia Yumin Abbadini Lorenzo Minh Casali Matteo Levantesi Marco Lodadio Mario Macchiati | 249,526 | Turchia Ferhat Arıcan Adem Asil Mehmet Koşak Ahmet Önder Kerem Şener | 248,262 | Gran Bretagna Jake Jarman Joshua Nathan Adam Tobin Courtney Tulloch Luke Whitehouse | 246,961 |
| Concorso individuale (dettagli)  | Adem Asil                                                                                | 84.965  | Jake Jarman                                                          | 83,463  | Ilia Kovtun                                                                         | 83,032  |
| Corpo libero (dettagli)          | Luke Whitehouse                                                                          | 14.900  | Artem Dolgopyat                                                      | 14.666  | Milan Hosseini                                                                      | 14.200  |
| Cavallo (dettagli)               | Rhys McClenaghan                                                                         | 14.666  | Maxime Gentges                                                       | 14.566  | Artur Davytan                                                                       | 14.266  |
| Anelli (dettagli)                | Adem Asil                                                                                | 14.933  | Vahagn Davytan                                                       | 14.733  | Eleftherios Petrounias                                                              | 14.733  |
| Volteggio (dettagli)             | Artur Davytan                                                                            | 15.033  | Jake Jarman                                                          | 15.016  | Igor Radivilov                                                                      | 14.750  |
| Parallele simmetriche (dettagli) | Ilia Kovtun                                                                              | 15.166  | Ferhat Arican                                                        | 14.933  | Thierno Diallo                                                                      | 14.733  |
| Sbarra (dettagli)                | Tin Srbic                                                                                | 14.233  | Carlo Macchini                                                       | 14.200  | Ilia Kovtun                                                                         | 13.966  |

### Donne
| Evento                            | Oro                                                                                              | Punti   | Argento                                                                         | Punti   | Bronzo                                                                               | Punti   |
| Concorso a squadre (dettagli)     | Gran Bretagna Ondine Achampong Rebecca Downie Georgia-Mae Fenton Jessica Gadirova Alice Kinsella | 164,428 | Italia Angela Andreoli Alice D'Amato Asia D'Amato Manila Esposito Giorgia Villa | 161,629 | Paesi Bassi Eythora Thorsdottir Vera van Pol Sanna Veerman Naomi Visser Sanne Wevers | 158,896 |
| Concorso individuale (dettagli)   | Jessica Gadirova                                                                                 | 55.566  | Zsófia Kovács                                                                   | 55.231  | Alice D'Amato                                                                        | 54.899  |
| Volteggio (dettagli)              | Coline Devillard                                                                                 | 13.800  | Asia D'Amato                                                                    | 13.600  | Lisa Vaelen                                                                          | 13.583  |
| Parallele asimmetriche (dettagli) | Alice D'Amato                                                                                    | 14.466  | Rebecca Downie                                                                  | 14.233  | Elisabeth Seitz                                                                      | 14.200  |
| Trave (dettagli)                  | Sanne Wevers                                                                                     | 13.800  | Manila Esposito                                                                 | 13.700  | Zsófia Kovács                                                                        | 13.700  |
| Corpo libero (dettagli)           | Jessica Gadirova                                                                                 | 14.000  | Alice Kinsella                                                                  | 13.666  | Sabrina Maneca-Voinea                                                                | 13.566  |

## Medagliere
| Pos.   | Paese         | Oro | Argento | Bronzo | Totale |
| ------ | ------------- | --- | ------- | ------ | ------ |
| 1      | Gran Bretagna | 4   | 4       | 1      | 9      |
| 2      | Italia        | 2   | 4       | 1      | 7      |
| 3      | Turchia       | 2   | 2       | 0      | 4      |
| 4      | Armenia       | 1   | 1       | 1      | 3      |
| 5      | Ucraina       | 1   | 0       | 3      | 4      |
| 6      | Paesi Bassi   | 1   | 0       | 1      | 2      |
| 7      | Irlanda       | 1   | 0       | 0      | 1      |
| 7      | Croazia       | 1   | 0       | 0      | 1      |
| 7      | Francia       | 1   | 0       | 0      | 1      |
| 10     | Ungheria      | 0   | 1       | 1      | 2      |
| 10     | Belgio        | 0   | 1       | 1      | 2      |
| 12     | Israele       | 0   | 1       | 0      | 1      |
| 13     | Germania      | 0   | 0       | 2      | 2      |
| 14     | Grecia        | 0   | 0       | 1      | 1      |
| 14     | Romania       | 0   | 0       | 1      | 1      |
| 14     | Spagna        | 0   | 0       | 1      | 1      |
| Totale | Totale        | 14  | 14      | 14     | 42     |